# Municipio de Violet
El municipio de Violet (en inglés: Violet Township) es un municipio ubicado en el condado de Fairfield en el estado estadounidense de Ohio. En el año 2010 tenía una población de 38572 habitantes y una densidad poblacional de 357,29 personas por km².

## Geografía
El municipio de Violet se encuentra ubicado en las coordenadas 39°52′44″N 82°44′49″O / 39.87889, -82.74694. Según la Oficina del Censo de los Estados Unidos, el municipio tiene una superficie total de 107.96 km², de la cual 107.83 km² corresponden a tierra firme y (0.12%) 0.12 km² es agua.

## Demografía
Según el censo de 2010, había 38572 personas residiendo en el municipio de Violet. La densidad de población era de 357,29 hab./km². De los 38572 habitantes, el municipio de Violet estaba compuesto por el 84.01% blancos, el 10.21% eran afroamericanos, el 0.21% eran amerindios, el 2.38% eran asiáticos, el 0.04% eran isleños del Pacífico, el 0.57% eran de otras razas y el 2.58% pertenecían a dos o más razas. Del total de la población el 2.1% eran hispanos o latinos de cualquier raza.